# Demonax stenideus
Demonax stenideus là một loài bọ cánh cứng trong họ Cerambycidae.